# Ховентуд де Бадалона
«Ховентуд де Бадалона» (ісп. Club Joventut de Badalona) — іспанський баскетбольний клуб з однойменного міста, заснований у 1930 році. Команда виступає в найвищому іспанському дивізіоні та Євролізі.

## Титули

### Національні змагання
- Чемпіонат Іспанії
  -  Чемпіон (4): 1966–67, 1977–78, 1990–91, 1991–92

- Копа дель Рей де Балонсесто
  -  Володар (8): 1948, 1953, 1955, 1958, 1969, 1976, 1997, 2008

- Суперкубок Іспанії
  -  Володар (2): 1986, 1987

### Європейські змагання
- Євроліга
  -  Володар (1): 1994

- Кубок Корача
  -  Володар (2): 1981, 1990

- Єврокубок
  -  Володар (1): 2008

- Євровиклик ФІБА
  -  Володар (1): 2006

## Відомі гравці
- Руді Фернандес
- Рікі Рубіо
- Жан Табак